# Fota (noctuídeos)
Fota (Arctiidae) é um gênero de traça pertencente à família Arctiidae.